# آستین اسکات
آستین اسکات (به انگلیسی: Austin Scott) نمایندهٔ حوزه انتخابیه هشتم جورجیا از حزب جمهوری‌خواه ایالات متحده آمریکا در مجلس نمایندگان ایالات متحده آمریکا است که برای نخستین‌بار در ۶۵ ژانویه ۲۰۱۱ میلادی به‌عضویت این مجلس درآمد.